# Гашербрум II
Гашербрум II (наричан още К4, т.е. четвърти връх от Каракорум) е тринадесетият по височина връх на Земята. Висок е 8035 m и е разположен на границата между Пакистан и Китай, в масива Гашербрум на планинската верига Каракорум.
Първото успешно изкачване е от австрийска експедиция на 7 юли 1956 г. В нея участват Фриц Моравец, Йозеф Ларх и Ханс Виленпарт. През юли 1984 г. Райнхолд Меснер и Ханс Камерландер достигат до Гашербрум II и Гашербрум I, без да се връщат в базовия лагер, в алпийски стил. През 2007 година е изкачен от италианска експедиция, алпийски стил, по нов, неизкачван маршрут откъм северната стена.
Първото зимно изкачване е на 2 февруари 2011 г. от Денис Урубко, Симоне Моро и Кори Ричардс – много лека експедиция само от тях тримата, като и тримата успяват да изкачат върха.
На 23 юли 1992 г. Господин Динев и Радко Рачев са първите български алпинисти, изкачили върха. През 2017 година Боян Петров изкачва успешно върха; преди това, през 2009 г. той се връща от точка само на 40 м под върха заради силен вятър и липса на въже и партньор.